# Pseudoceramodactylus khobarensis
Pseudoceramodactylus khobarensis (аравійський короткопалий гекон) — вид геконоподібних ящірок родини геконових (Gekkonidae). Мешкає в Західній Азії. Це єдиний представник монотипового роду Pseudoceramodactylus

## Опис

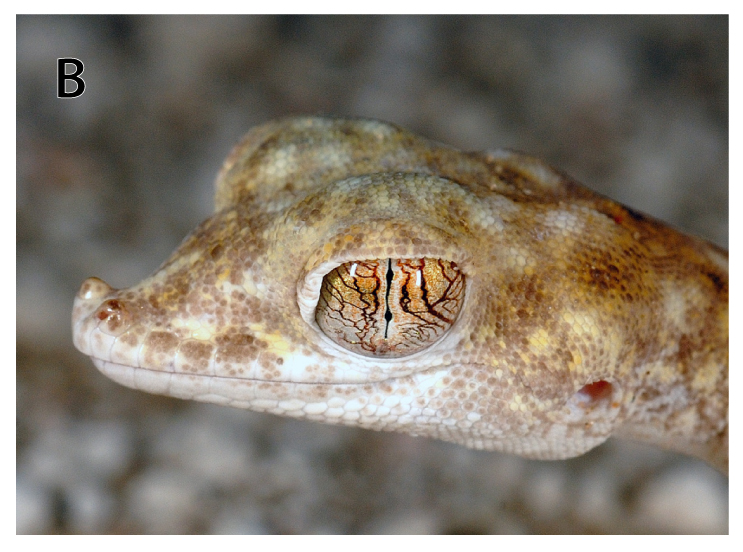
Голова аравійського короткопалого гекона

Pseudoceramodactylus khobarensis — гекони середнього розміру і стрункої статури, завдовжки до 7 см (без врахування хвоста). Тіло округле, зверху вкрите дрібними лусочками. Голова широка, ніздрі підняті. Носові щитки прилягають до міжщелепної, аде не перших надгубних. Очі великі, зіниці вертикальні, з нерівними краями. Кінцівки довгі та тонкі. Під пальцями є 10-15 рядів загострених лусок. Хвіст короткий (становить близько 0,8 від довжини решти тіла), відносно тонкий, в перетині округлий, здатний до відкидання. Верхня частина тіла зазвичай блідо-жовта або рожева, поцяткована темними плямами. На хвості є поперечні смуги.

## Поширення і екологія
Аравійські короткопалі гекони мешкають на південному сході Аравійського півострова, на узбережжі Перської та Оманської заток, на території Оману, ОАЕ, Катару, Бахрейну, Саудівської Аравії та Кувейту, а також на іранському острові Кешм в Ормузькій протоці. Вони живуть на вологих солончаках (себхах), у яких часто є єдиними плазунами. Ведуть нічний, наземний спосіб життя. Переміщенню по субстрату геконам допомагають загострені луски на нижній стороні пальців, завдяки яким їх шкіра не торкається ґрунту. Живляться комахами та іншими безхребетними. Самиці відкладають яйця, в кладці 1-2 яйця з твердою оболонкою.